# 페테르 프란센
페테르 빌헬름 프란센(스웨덴어: Peter Vilhelm Franzén, 1971년 8월 14일~)은 핀란드의 배우, 작가, 영화 감독이다. 드라마 《바이킹스》의 하랄드 역으로 잘 알려져 있다.

## 출연 작품

### 텔레비전 드라마
- 바이킹스 시즌6
- 바이킹스 시즌5

### 영화
- 이스케이프 큐브 (2020년) - 애덤 역
- 화이트 힐 (2018년)
- 더 마인 (2016년)
- 홈커밍 (2015년)
- 래플랜드 오딧세이 2 (2015년)
- 더 건맨: 테이큰 감독 뉴프로젝트 (2015년)
- 오픈 업 투 미 (2013년)
- 어보브 다크 워터즈 (2013년)
- 하트 오브 어 라이온 (2013년)
- 로드 노스 (2012년) - 페르티 역
- 퍼지 (2012년) - 한스 펙 역
- 프린세사 (2010년)
- 헬싱키 (2009년)
- 세 남자 (2008년)
- 알리바이 (2007년)
- 클리너 (2007년)
- 늑대소녀 살라 (2006년) - 베네스마 역
- 팝 뮤직 (2004년)
- 포인트 브랭크 (2003년)
- 하니 베이비 (2003년)
- 나쁜 자식들 (2003년)
- 러버스 앤 리버스 (2002년)
- 대리석에 새긴 이름 (2002년)
- 카이츠 오버 헬싱키 (2001년)
- 롤리 (2001년)
- 침묵의 사선 (1999년)